# Tello (Bischof)
Tello (* unbekannt; † 24. September 765 (?)) war von 759 bis 765 Bischof von Chur.

## Leben

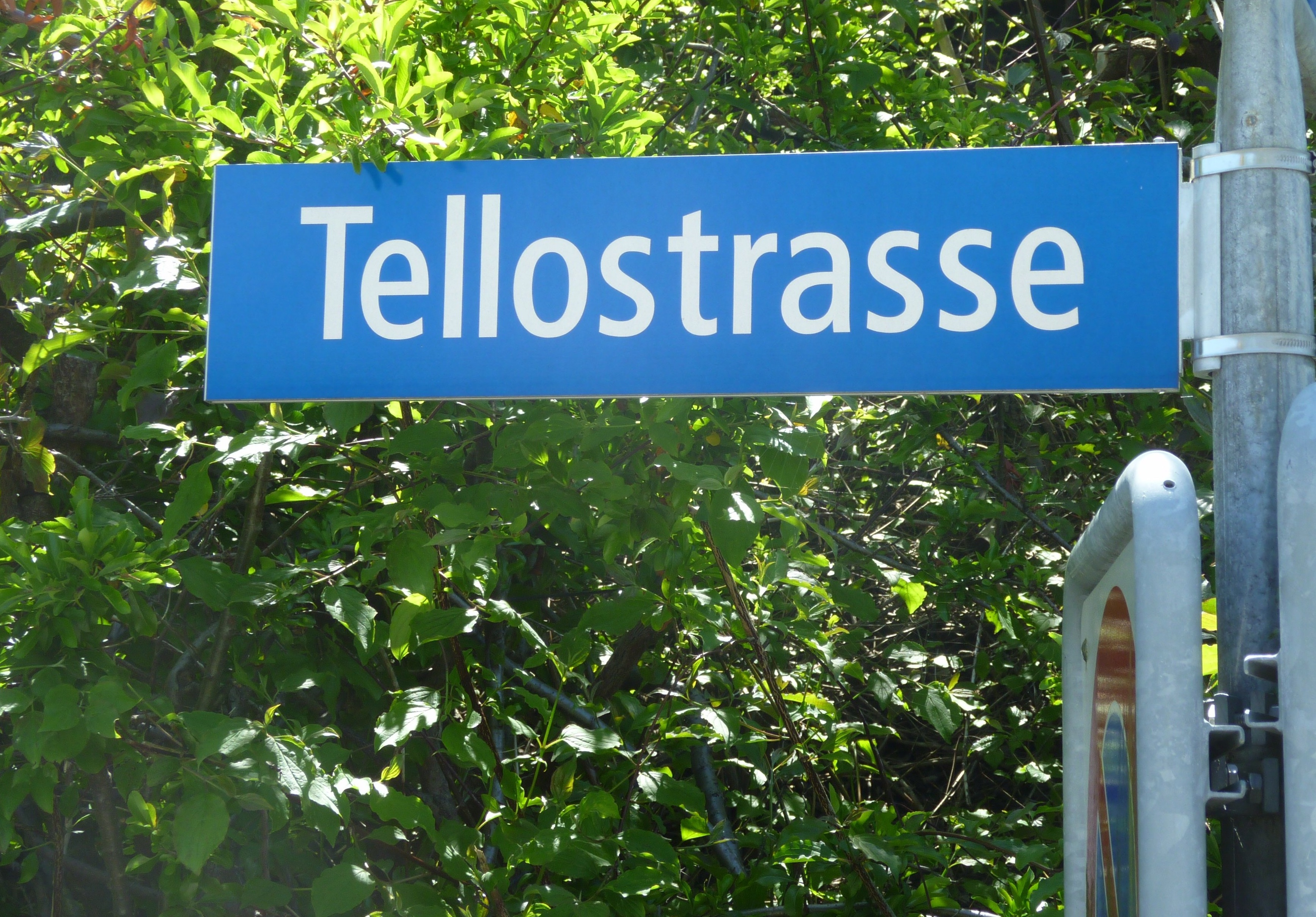
Tellostrasse in Chur

Gemäss seinem Testament von 765 und des Bischofskatalogs des Liber de feodis von 1388 war er ein Sohn des rätischen Präses Victor und seiner Frau Teusenda. Im Testament werden auch seine Geschwister genannt, von denen jedoch die Namen nicht bekannt sind. Möglicherweise wurde Tello im Kloster Disentis erzogen.
Als Bischof von Chur lässt er sich ab 759 nachweisen. Wie schon sein Vater war er gleichzeitig auch Präses und vereinigte damit die geistliche und weltliche Gewalt in Churrätien in einer Person. Um 760 erliess er die Gesetzessammlung Lex Romana Curiensis zur Regelung der bürgerlichen Rechtsverhältnisse. Tello gilt ferner als Erbauer der karolingischen Kathedrale auf dem Hof (Baubeginn um 750/60), welche an die Stelle der ersten Bischofskirche aus der ersten Hälfte des 5. Jahrhunderts trat.
Für 759/760 erwähnt ihn der Reichenauer Mönch Walahfrid Strabo in seiner Vita Sancti Galli. 762 nahm er als Suffragan des Erzbischofs von Mainz am Konzil von Attigny-sur-Aisne teil und unterschrieb dessen Akten. Neben anderen wird Tello auch im Verbrüderungsbuch der Abtei Reichenau erwähnt.

## Nachleben
Nach Bischof Tello ist heute eine Strasse in Chur benannt.

## Testament
Tellos Testament ist innerhalb der spärlichen Schriftquellen für Graubünden aus frühmittelalterlicher Zeit eines der wichtigsten Dokumente für die rätische Kirchengeschichte des 8. Jahrhunderts und eines der ältesten schriftlichen Dokumente Graubündens überhaupt.
Die Urkunde wurde als donatio post obitum verfasst (Schenkung von Todes wegen). Ausgestellt wurde sie am 15. Dezember 765 in Chur, unterzeichnet ist sie vom Schenker Tello und von zwölf Zeugen. Tello vermacht umfangreichen Besitz (Güter und Ländereien) in der unteren Surselva zwischen Flims und Trun dem um 720 entstandenen Kloster Disentis, mit dem er eng verbunden war. Die Urkunde ist die einzige aus der Karolingerzeit überlieferte Urkunde für Disentis.
Der lange und detaillierte Text weist eine Reihe von sprachlichen und formalen Brüchen auf, was immer wieder zu Spekulationen über seine «Echtheit» und seine Bedeutung führte. Die Entstehungsgeschichte des Dokuments ist unsicher. Unbeantwortet bleiben eine Reihe von Fragen:  Warum wurde der Text geschrieben? Waren die genannten Besitzungen tatsächlich in Tellos Besitz oder wurden auch seine Ansprüche festgehalten? Wie und wofür wurde das Verzeichnis verwendet?

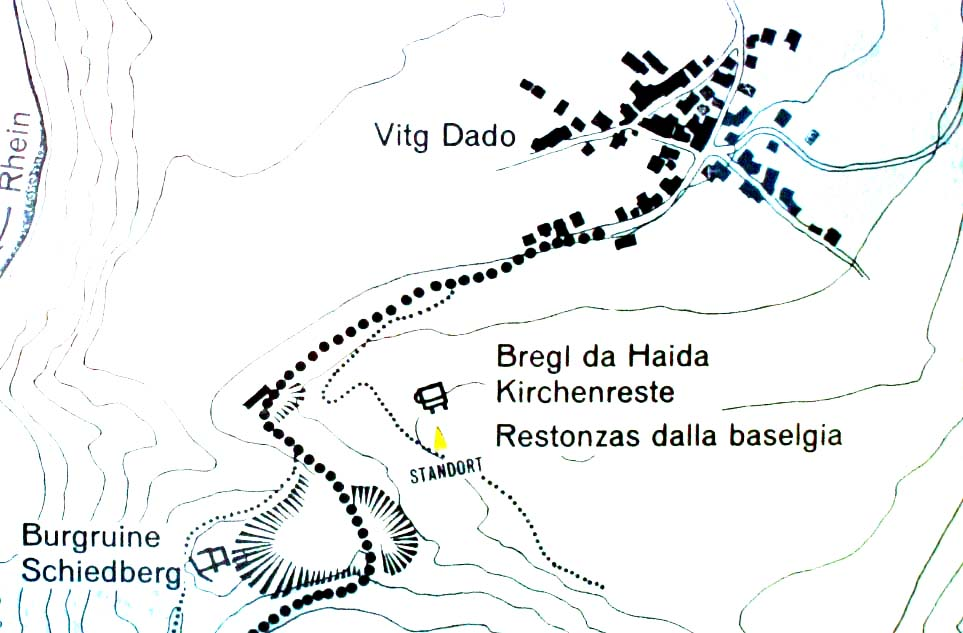
Lage von Bregl da Heida

Dank den Ausgrabungen bei der Burg Schiedberg 1964–1968 bei Sagogn und dank den genauen Ortsangaben in Tellos Urkunde konnte man die genannten Gebäude lokalisieren. Das zweigeschossige Herrenhaus dürfte bei der Wüstung Bregl da Heida zwischen dem Dorf Sagogn und der Ruine Schiedberg und die curtis im inneren Dorf unweit der Marienkirche gelegen haben.
Die Güter werden sehr differenziert nach Nutzungsart aufgelistet (Obst- oder Gemüsegarten, Weinberge, Ackerland, Wiesen). Bezüglich der Landnutzung und der Grundbesitzverhältnisse erscheint Sagogn und die untere Surselva dadurch als durchstrukturierter Raum.
Die umfangreiche Schenkung an das Kloster Disentis könnte eine Sühneleistung Tellos für die Bluttat seines Vaters, des Präses Viktor sein, der zu Beginn des 8. Jahrhunderts Placidus von Disentis umbringen liess.